# Wii Sports Resort

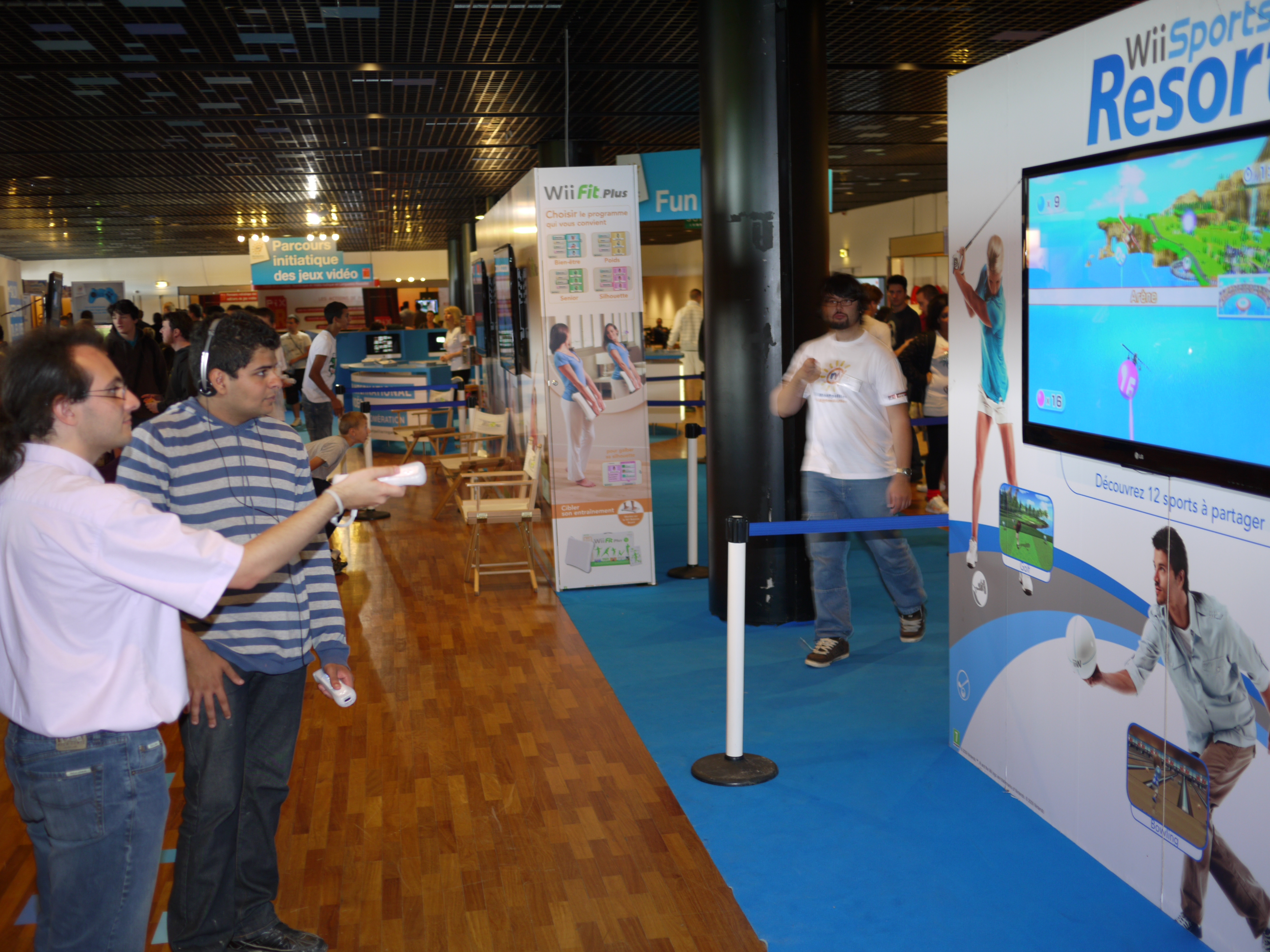
Wii Sports Resort auf einer Messe in Montpellier

Wii Sports Resort ist ein Sportspiel für die Wii, das an den Vorgänger Wii Sports anknüpft. Es enthält eine erweiterte Sammlung von zwölf kleinen Sportspielen, die aufgrund der Unterstützung der Wii Motion Plus noch präziser die Bewegungen des Spielers auf die Konsole übersetzen.

## Umfang
Das Spiel umfasst die folgenden zwölf Spiele mit ihren jeweiligen Spielmodi (sofern vorhanden):
- Schwertkampf (Duell, Schnittfest, Schwertmarathon)
- Wakeboard
- Frisbee (Apportieren, Frisbee-Golf)
- Bogenschießen
- Basketball (Partie, 3-Punkte Werfen)
- Tischtennis (Partie, Ballannahme)
- Golf (aus der Vorgängerversion übernommen, nun mit sensiblerer Steuerung)
- Bowling (Standard, Power-Würfe, Ausweichen) (aus der Vorgängerversion übernommen, nun mit sensiblerer Steuerung)
- Jetboot (Ringrennen, VS.-Modus)
- Kanufahren (Schnellrudern, VS.-Modus)
- Radfahren (Straßenrennen, VS.-Modus)
- Luftsport (Rundflug, Fallschirmspringen, Luftkampf)

Aus der Vorgängerversion wurden nicht übernommen: Tennis, Baseball, Boxen.

## Rezeption
Wii Sports Resort hat international gute Wertungen erhalten. Die Rezensionsdatenbank Metacritic aggregiert beispielsweise 73 Rezensionen zu einem Gesamtwert von 80.
Die Fachpresse lobt die verbesserte Steuerung im Vergleich zum Vorgänger, da die Wii MotionPlus eine präzisere Bewegungsabfrage ermöglicht und der Spielspaß bei den gleichen Sportarten gegenüber Wii Sports, durch die erhöhte Genauigkeit, gesteigert wird. Weiterhin wird der lokale Multiplayer gelobt, welcher für gemeinsame Spieleabende mit Freunden sowie Familie gut geeignet sei.
Kritisiert wird die fehlende Langzeit-Motivation, aufgrund einer fehlenden Story für den Singleplayer sowie das Nichtvorhandensein eines Online-Modus.

„Für eine kurze Session mit Papa, der Freundin oder ähnlich spielunerfahrenen Gästen eignet sich Wii Sports Resort genauso gut wie der Vorgänger – und diesmal werden sogar ganze zwölf Disziplinen mitgeliefert! Die Klassiker Bowling und Golf lassen sich dank Wii MotionPlus noch präziser steuern und auch viele anderen Disziplinen wie Bogenschießen oder Basketball sorgen für Partystimmung und profitieren von der genaueren Handhabung. Schön auch, dass man viele davon mit nur einer Fernbedienung zocken kann. Leider haben die Entwickler andere Sportarten wie Jetboot und die Fahrradtour mit ebenso ungenauen wie unnötigen Gesten versaut. Auch Präsentation und Langzeit-Motivation lassen zu wünschen übrig.“

In Japan wurden in der ersten Woche 360.620 und in der zweiten Woche 154.194 Exemplare des Spiels verkauft, wodurch es sich beide Male an die Spitze der japanischen Spielecharts setzte. Bis zum November 2009 wurden insgesamt 6,97 Millionen Kopien verkauft. Bis September 2024 wurden weltweit über 33,14 Millionen Exemplare verkauft, womit es das drittmeistverkaufte Spiel der Wii ist.

## Weitere Spiele
Weitere Spiele der Wii-Serie sind Wii Sports, Wii Sports Club, Wii Play, Wii Play: Motion, Wii Fit, Wii Fit Plus, Wii Fit U, Wii Chess, Wii Music, Wii Party und Wii Party U.

## Trivia
- Wirft man die Bowlingkugel rückwärts, also in Richtung der dort anwesenden Zuschauer, so schrecken diese auf.
- Der Schauplatz, Wuhu Island, basiert auf der Stadt aus Wii Fit. Später taucht Wuhu Island auch noch in Wii Fit Plus, Face Pilot: Fly With Your Nintendo DSi Camera!, Pilotwings Resort, Mario Kart 7, Wii Fit U, Super Smash Bros U, Mario Kart 8 Deluxe und Super Smash Bros Ultimate auf.
- Beim Rundflug kann man den Sound eines alten Super-Mario-Spiels hören.